# Tramway de Paramé à Rothéneuf
| Zug in Paramé Zug in Rothéneuf |                     |                                   |                                   |
| Streckenverlauf (grün) |                     |                                   |                                   |
| Streckenlänge: | 3,7 km              |                                   |                                   |
| Spurweite: | 600 mm (Schmalspur) |                                   |                                   |
| Maximale Neigung: | 55 ‰                |                                   |                                   |
| |                     |                                   |                                   |
| \| \| 0,000 \| Rochebonne (Bahnhof) \| Rochebonne (Bahnhof) \| \| \| \| Beau-Site \| \| \| \| \| La Tour-Blanche \| \| \| \| \| Les Fontenelles \| \| \| \| 1,350 \| Le Tertre aux Loups (Bedarfshalt) \| Le Tertre aux Loups (Bedarfshalt) \| \| \| 1,729 \| Le Pont (Bahnhof und Dépôt) \| Le Pont (Bahnhof und Dépôt) \| \| \| \| Le Minihic \| \| \| \| 2,375 \| La Varde (Bedarfshalt) \| La Varde (Bedarfshalt) \| \| \| 3,383 \| Grand-Hôtel (Bedarfshalt) \| Grand-Hôtel (Bedarfshalt) \| \| \| 3,699 \| Rothéneuf (Bahnhof) \| Rothéneuf (Bahnhof) \| |                     |                                   |                                   |
| Kopfbahnhof Streckenanfang (Strecke außer Betrieb) | 0,000               | Rochebonne (Bahnhof)              | Rochebonne (Bahnhof)              |
| Haltepunkt / Haltestelle (Strecke außer Betrieb) |                     | Beau-Site                         | Beau-Site                         |
| Haltepunkt / Haltestelle (Strecke außer Betrieb) |                     | La Tour-Blanche                   | La Tour-Blanche                   |
| Haltepunkt / Haltestelle (Strecke außer Betrieb) |                     | Les Fontenelles                   | Les Fontenelles                   |
| Haltepunkt / Haltestelle (Strecke außer Betrieb) | 1,350               | Le Tertre aux Loups (Bedarfshalt) | Le Tertre aux Loups (Bedarfshalt) |
| Bahnhof (Strecke außer Betrieb) | 1,729               | Le Pont (Bahnhof und Dépôt)       | Le Pont (Bahnhof und Dépôt)       |
| Haltepunkt / Haltestelle (Strecke außer Betrieb) |                     | Le Minihic                        | Le Minihic                        |
| Haltepunkt / Haltestelle (Strecke außer Betrieb) | 2,375               | La Varde (Bedarfshalt)            | La Varde (Bedarfshalt)            |
| Haltepunkt / Haltestelle (Strecke außer Betrieb) | 3,383               | Grand-Hôtel (Bedarfshalt)         | Grand-Hôtel (Bedarfshalt)         |
| Kopfbahnhof Streckenende (Strecke außer Betrieb) | 3,699               | Rothéneuf (Bahnhof)               | Rothéneuf (Bahnhof)               |

Die Tramway de Paramé à Rothéneuf war eine 3,7 km lange, von 1896 bis 1914 betriebene Decauville-Dampfstraßenbahn mit einer Spurweite von 600 mm von Paramé (heute Ortsteil von Saint-Malo) bis Rothéneuf im Département Ille-et-Vilaine in Frankreich. Sie verlief entlang der Küste und diente als Zubringer der meterspurigen Tramways Bretons von Saint-Malo nach Cancale.

## Geschichte
Die Straßenbahngesellschaft Rothéneuf erhielt am 16. November 1895 die Konzession für den öffentlichen Betrieb. Am 28. Juni 1896 wurde die Bahnstrecke eröffnet. Anfang September 1914 wurde kurz nach dem Beginn des Ersten Weltkriegs der Betrieb eingestellt und die Strecke abgebaut.

## Bau und Abbau der Strecke
Diese Schmalspurbahnstrecke wurde mit einer Spurweite von 600 mm gebaut. Sie wurde 1896 eröffnet und von der Straßenbahngesellschaft Rothéneuf betrieben, die die von der Abteilung an Herrn Ruellan, Inhaber in Paramé, gewährte Konzession übernommen hat. Die Spurweite von 600 mm wurde gewählt, weil dir Firma Decauville sie damals bevorzugte. Viele Eisenbahnen und Küstenstraßenbahnen wurden mit dieser Spurweite gebaut. Da diese Spurweite auch von der Armee genutzt wurde, wurde sie im Ersten Weltkrieg beschlagnahmt, weil die Militäringenieure ihre Gleise und Schienenfahrzeuge andernorts als Militärbahn wiederverwenden wollten.

## Betrieb
Der Betrieb wurde anfangs jeweils in der Sommersaison, gemäß den Konzessionsvorgaben vom 1. Juli bis 30. September, angeboten, ab 1897 wurden jedoch versuchsweise zusätzliche Serviceleistungen angeboten, z. B. sonntags und montags von Ostern bis 1. Juli 1897.
Die Küsten-Straßenbahn hatte während der Saison ein hohes Verkehrsaufkommen. Um jedoch den für dieses Verkehrsaufkommen erforderliche Leistungen erbringen zu können, musste der Konzessionär in die Ausrüstung investieren, die den Erwartungen der Badegäste entsprach. Die hohen Kosten für diese Investitionen in Kombination mit der kurzen Dauer der profitablen Saison, führten schnell zu Verlusten in der Buchhaltung der Konzessionsgesellschaft, so dass sie nach dem Krieg den Betrieb der Strecke nicht wieder aufnahm.
Der Versuch, die Straße durch Integration in den Stadtverkehr wiederzubeleben, wie durch das Dekret vom 10. Juli 1920 beschlossen worden war, war vergeblich. Die Linie wurde daher nicht wieder aufgebaut.

## Schienenfahrzeuge
Der Konzessionär erwarb anfangs zwei Decauville-Lokomotiven mit jeweils zwei Treibachsen, die sich aber schnell als zu klein erwiesen, um die Hügel entlang der Strecke zu bewältigen. 1898 kaufte er daher eine Lokomotive mit drei Treibachsen, dann 1903 eine zweite und schließlich 1912 eine dritte, für die er, weil er die ersten beiden Lokomotiven verkauft hatte, die Nummer der zweiten und den Namen der ersten übernahm.
| Bauart und Typen-Nr.      | Nr. | Name       | Werks-Nr. | Lieferdatum                   | Anmerkungen |
| ------------------------- | --- | ---------- | --------- | ----------------------------- | --- |
| 0-4-2T Decauville Type 6  | 1   | Paramé     | 215       | 28. Mai 1896                  | Ähnliche Lokomotiven wurden auf der Tramway Royan und der Tramway de Pithiviers-Toury eingesetzt. |
| 0-4-2T Decauville Type 6  | 2   | Rothéneuf  | 216       | 11. Juni 1896                 | |
| 0-6-2T Decauville Type 10 | 3   | Rochebonne | 244       | 16. Juni 1898                 | Ähnliche Lokomotiven wurden auf den Chemins de fer du Calvados, den Tramways du Tarn und der Tramway Royan eingesetzt. Die 0-6-2T La Martroy der Tramway de Pithiviers à Toury ist ein erhaltenes Exemplar dieses Typs. |
| 0-6-0T Blanc-Misseron     | 4   | Le Minihic | 282       | Inbetriebnahme im Januar 1903 | Eine ähnliche Lokomotive war die N° 135 Isigny der Chemins de fer du Calvados. |
| 0-6-0T Decauville, 10 t   | 2   | Paramé     | 616       | 15. April 1912                | |

Angesichts der hohen Beschaffungskosten für die Lokomotiven für eine so kurze Strecke erwarb der Händler nur sechs Wagen, davon vier mit Drehgestellen und Endplattformen, zwei offene Sommerwagen, die 1896, 1898 und 1902 geliefert wurden.